# Premiers Crus
Pour plus de détails, voir Fiche technique et Distribution.
Premiers Crus est un film français réalisé par Jérôme Le Maire, sorti en 2015.

## Synopsis
Le domaine Maréchal est l'un des plus prestigieux vignobles de Bourgogne : planté de 4 hectares de vignes au cœur de la côte de Beaune, il produit des grands crus d'Aloxe-Corton. Le domaine appartient à la même famille depuis la Révolution, mais le propriétaire actuel, François Maréchal, se désintéresse de son exploitation depuis que sa femme l'a quitté et que son fils, Charlie, a refusé de devenir vigneron comme ses ancêtres et a préféré une carrière d'œnologue à Paris, où il publie un guide réputé.
La qualité du vin périclite depuis plusieurs années : les caves sont pleines, et le vin ne se vend plus. Le domaine est désormais au bord de la faillite : mis en cessation de paiement, François Maréchal se voit obligé de confier la direction du domaine à un tuteur chargé de redresser la situation financière, faute de quoi, le vignoble sera vendu à des Japonais ou, pire encore, au domaine voisin et concurrent des Maubuisson.
D'abord réticent, Charlie Maréchal, le fils aîné, se laisse convaincre et abandonne sa vie facile à Paris pour revenir au domaine familial. Excellent connaisseur du vin, mais sans aucune expérience du métier de vigneron, il tâtonne et impose des idées hasardeuses. Il peut cependant compter sur l'aide de son beau-frère, Marco, et sur celle d'une ancienne amie d'enfance, héritière du domaine voisin, Blanche Maubuisson.
Malgré les caprices de la météo, la méfiance et la rancœur de son père, les mésententes et les conflits familiaux, Charlie va tenter de sauver le domaine en produisant un grand cru d'Aloxe-Corton digne de ce nom.

## Fiche technique
- Titre : Premiers Crus
- Réalisation : Jérôme Le Maire
- Scénario : Jérôme Le Maire
- Photographie : David Ungaro
- Montage : Sylvie Landra
- Musique : Jean Claude Petit
- Son : François Fayard
- Décors : Rully, Mercurey, Fontaines et Bouzeron en Côte Chalonnaise, château de Pierreclos dans le Mâconnais, Pernand-Vergelesses et Vougeot en Côte d'Or[1]
- Costumes : Emmanuelle Pertus
- Producteur : Alain Terzian
- Société de production : Alter Films
- Pays d'origine :  France
- Langue : français
- Format : couleur
- Genre : drame
- Durée : 97 minutes
- Dates de sortie :
  -  France : 23 septembre 2015

## Distribution
- Gérard Lanvin : François Maréchal
- Jalil Lespert : Charlie Maréchal
- Alice Taglioni : Blanche Maubuisson
- Laura Smet :  Marie
- Lannick Gautry :  Marco
- Frédérique Tirmont : Edith Maubuisson
- Christiane Millet	: Marguerite
- Scali Delpeyrat : Roland
- Shane Woodward : Christopher
- Louis Wilwertz : Thibault
- Stéphane Caillard : Cécile
- Mark Antoine
- Christian Bujeau
- Roger Dumas
- Antoine Gouy
- Olivier Hamel
- Julien Israël
- Philippe Laudenbach
- Mattéo Milliet
- Jacques Nourdin
- Marion Saussol
- Anton Yakovlev